# نادي ويموث
نادي ويموث هو نادي كرة قدم بريطاني أٌسس عام 1890. يلعب النادي في الدوري الجنوبي الممتاز.